# Tetreuaresta
Tetreuaresta este un gen de muște din familia Tephritidae.

Cladograma conform Catalogue of Life:
| Tetreuaresta | \| \| Tetreuaresta audax \| \| \| \| \| \| Tetreuaresta bartica \| \| \| \| \| \| Tetreuaresta copiosa \| \| \| \| \| \| Tetreuaresta crenulata \| \| \| \| \| \| Tetreuaresta deleta \| \| \| \| \| \| Tetreuaresta ellipa \| \| \| \| \| \| Tetreuaresta guttata \| \| \| \| \| \| Tetreuaresta heringi \| \| \| \| \| \| Tetreuaresta lata \| \| \| \| \| \| Tetreuaresta latipennis \| \| \| \| \| \| Tetreuaresta myrtis \| \| \| \| \| \| Tetreuaresta obscuriventris \| \| \| \| \| \| Tetreuaresta phthonera \| \| \| \| \| \| Tetreuaresta platypteryx \| \| \| \| \| \| Tetreuaresta plaumanni \| \| \| \| \| \| Tetreuaresta punctipennata \| \| \| \| \| \| Tetreuaresta rufula \| \| \| \| \| \| Tetreuaresta spectabilis \| \| \| \| \| \| Tetreuaresta timida \| \| \| \| |
|              | \| \| Tetreuaresta audax \| \| \| \| \| \| Tetreuaresta bartica \| \| \| \| \| \| Tetreuaresta copiosa \| \| \| \| \| \| Tetreuaresta crenulata \| \| \| \| \| \| Tetreuaresta deleta \| \| \| \| \| \| Tetreuaresta ellipa \| \| \| \| \| \| Tetreuaresta guttata \| \| \| \| \| \| Tetreuaresta heringi \| \| \| \| \| \| Tetreuaresta lata \| \| \| \| \| \| Tetreuaresta latipennis \| \| \| \| \| \| Tetreuaresta myrtis \| \| \| \| \| \| Tetreuaresta obscuriventris \| \| \| \| \| \| Tetreuaresta phthonera \| \| \| \| \| \| Tetreuaresta platypteryx \| \| \| \| \| \| Tetreuaresta plaumanni \| \| \| \| \| \| Tetreuaresta punctipennata \| \| \| \| \| \| Tetreuaresta rufula \| \| \| \| \| \| Tetreuaresta spectabilis \| \| \| \| \| \| Tetreuaresta timida \| \| \| \| |
|              | Tetreuaresta audax |
|              | |
|              | Tetreuaresta bartica |
|              | |
|              | Tetreuaresta copiosa |
|              | |
|              | Tetreuaresta crenulata |
|              | |
|              | Tetreuaresta deleta |
|              | |
|              | Tetreuaresta ellipa |
|              | |
|              | Tetreuaresta guttata |
|              | |
|              | Tetreuaresta heringi |
|              | |
|              | Tetreuaresta lata |
|              | |
|              | Tetreuaresta latipennis |
|              | |
|              | Tetreuaresta myrtis |
|              | |
|              | Tetreuaresta obscuriventris |
|              | |
|              | Tetreuaresta phthonera |
|              | |
|              | Tetreuaresta platypteryx |
|              | |
|              | Tetreuaresta plaumanni |
|              | |
|              | Tetreuaresta punctipennata |
|              | |
|              | Tetreuaresta rufula |
|              | |
|              | Tetreuaresta spectabilis |
|              | |
|              | Tetreuaresta timida |
|              | |